# Fürstbistum Ermland

Das Wappen des Fürstbistums Ermland

Kammerämter des Ermlandes

Das Fürstbistum Ermland (polnisch Biskupie Księstwo Warmińskie) war die weltliche Landesherrschaft der Bischöfe von Ermland in ihrer Eigenschaft als Fürsten des Ermlands innerhalb des Deutschordensstaats.
Das Bistum als solches wurde 1243 im Zuge der Eroberung Preußens durch den Deutschen Orden (OT) vom päpstlichen Legaten Wilhelm von Modena gegründet, der Titel Fürstbischof wird auf Kaiser Karl IV. zurückgeführt. Im Spätmittelalter bildete sich auch das weltliche Territorium der Bischöfe aus.
Nach dem Zweiten Frieden von Thorn 1466 kam es an das  autonome Preußen Königlichen Anteils, das sich freiwillig der Oberhoheit der polnischen Krone unterstellt hatte. Bei der ersten polnischen Teilung wurde es 1772 Preußen zugeschlagen und säkularisiert.

## Geschichte
Mit der Berufung des Bischofs Heinrich I. Fleming im Jahre 1278 begann sich für das Bistum Ermland eine Sonderstellung abzuzeichnen. Mit Heinrich I. wurden nur noch Bischöfe und Kapitelherren berufen, die nicht dem Deutschen Orden angehörten. So konnte sich das Bistum weitgehend der Herrschaft des Ordens entziehen und erlangte eine souveräne Stellung. Der Deutsche Orden blieb Schutzherr des Bistums, nahm jedoch lediglich die Vertretung nach außen, die militärische Verteidigung und das Nominationsrecht für einige Kapitelherren wahr. In der Goldenen Bulle Kaiser Karls IV. von 1356 wurde der Bischof gar als Reichsfürst aufgeführt, ein Titel, der den Hochmeistern des Ordens erst nach ihrem Verlust des Ordensstaates vergönnt war. Als Zeichen eigenständigen Handelns sind die Ortsgründungen und Verleihungen der Stadtrechte durch die Bischöfe zu sehen, denn diese Maßnahmen wurden in den übrigen Bistümern durch den Deutschen Orden vorgenommen.

### Teil des Ordensstaates

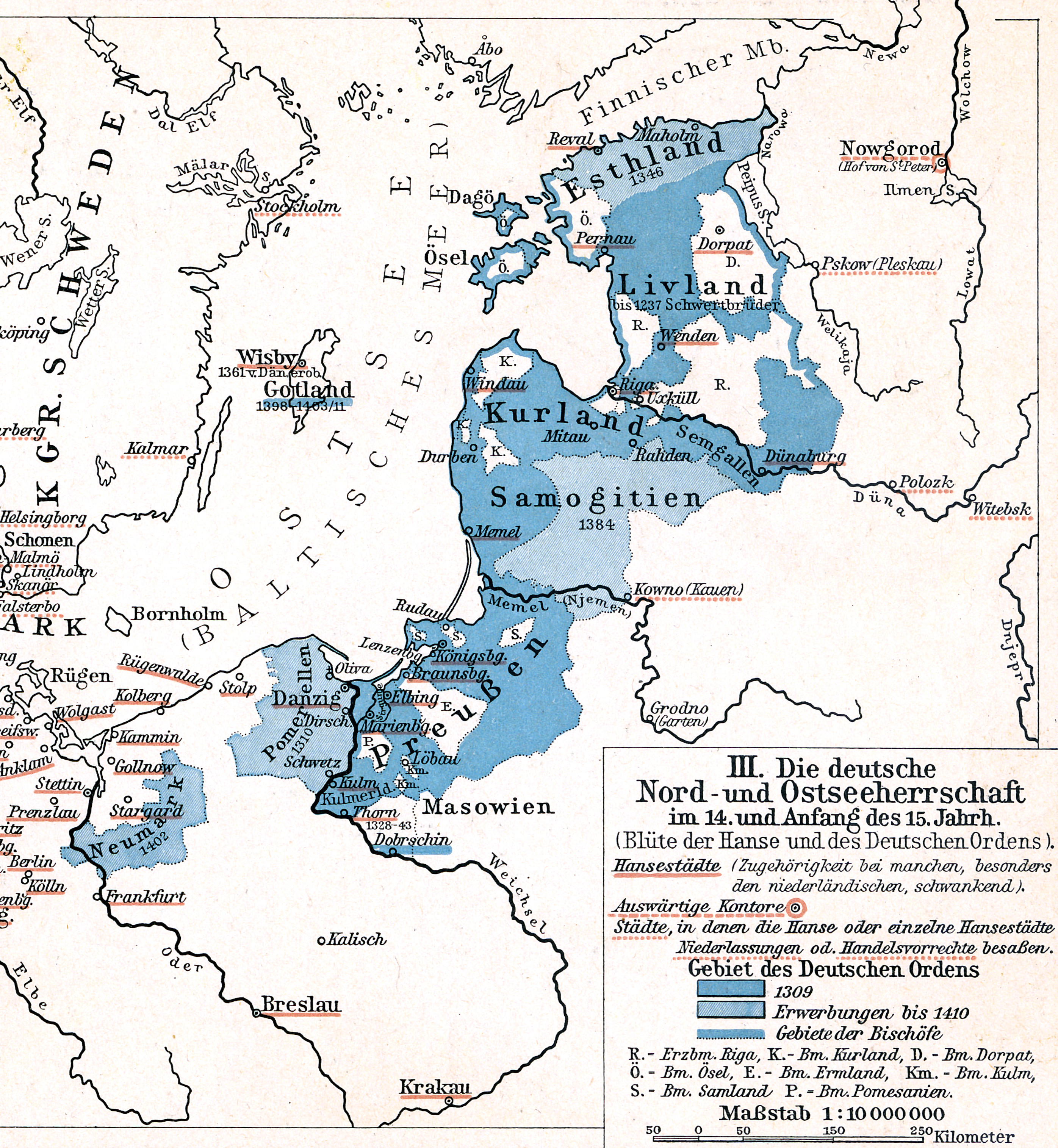
Gebiet des Fürstbistums innerhalb des Deutschordensstaates um 1410

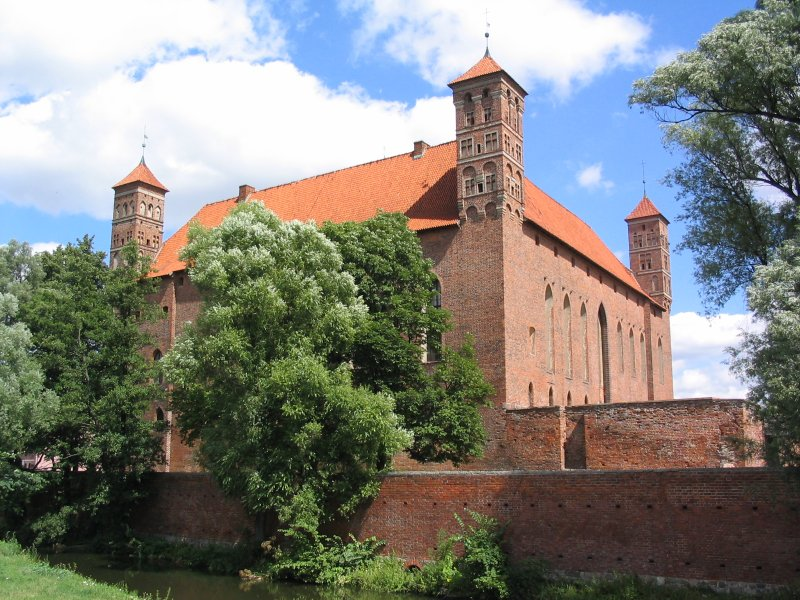
Das Hochschloss zu Heilsberg war die Residenz der Fürstbischöfe von Ermland.

Erst einige Jahre nach seiner Gründung konnte das Bistum seine Funktion aufnehmen. Im Lauf des 14. Jahrhunderts bildete sich die Landeshoheit des Bischofs über etwa ein Drittel seiner Diözese aus. Der Deutsche Orden hatte jedoch weiterhin die staatliche Oberhoheit inne. Der Bischof wurde vom Domkapitel gewählt, das zunächst, bis zu einem Angriff heidnischer Altpreußen 1280, in Braunsberg, danach in Frauenburg tagte. 1350 wurde Heilsberg Residenz des Bischofs. Geistlicher Mittelpunkt des Bistums (und Sitz des Domkapitels) blieb aber weiterhin der Frauenburger Dom.
Nach der Schlacht bei Tannenberg 1410 huldigten die preußischen Bischöfe Władysław II. Jagiełło, dem König von Polen und Großfürsten von Litauen, jedoch konnte der Deutsche Orden seine Oberhoheit auch die nächsten Jahrzehnte behaupten. Es gab schon im Spätmittelalter das Bestreben, als Reichsfürst aufzutreten, und 1447 nahm der Bischof an einem Fürstentag des Heiligen Römischen Reiches in Aschaffenburg teil.

### Fürstbistum unter polnischer Schutzherrschaft
Während des Preußischen Städtekrieges (1454–1466) geriet das Ermland zwischen die Fronten des mit Polen verbündeten aufständischen Preußischen Bundes und des Ordens. Während das Domkapitel sich kurzfristig dem Bund anschloss, stellte sich Bischof Franz Kuhschmalz auf die Seite des Ordens, sein Nachfolger Bischof Paul von Legendorf schloss ganz im Sinne der Souveränität des Bistums 1461 einen Neutralitätsvertrag mit dem Orden ab. Der polnische König Kasimir IV., dem es um die Schwächung des Ordens ging, nutzte diese Konstellation und erkannte seinerseits 1464 die Selbständigkeit des Bistums an. Mit dem 2. Thorner Frieden von 1466, der die Niederlage des Ordens besiegelte, machte der polnische König seine Zusagen wieder rückgängig, und das Bistum sollte der polnischen Herrschaft unterstellt werden.

## Teil Preußen Königlichen Anteils

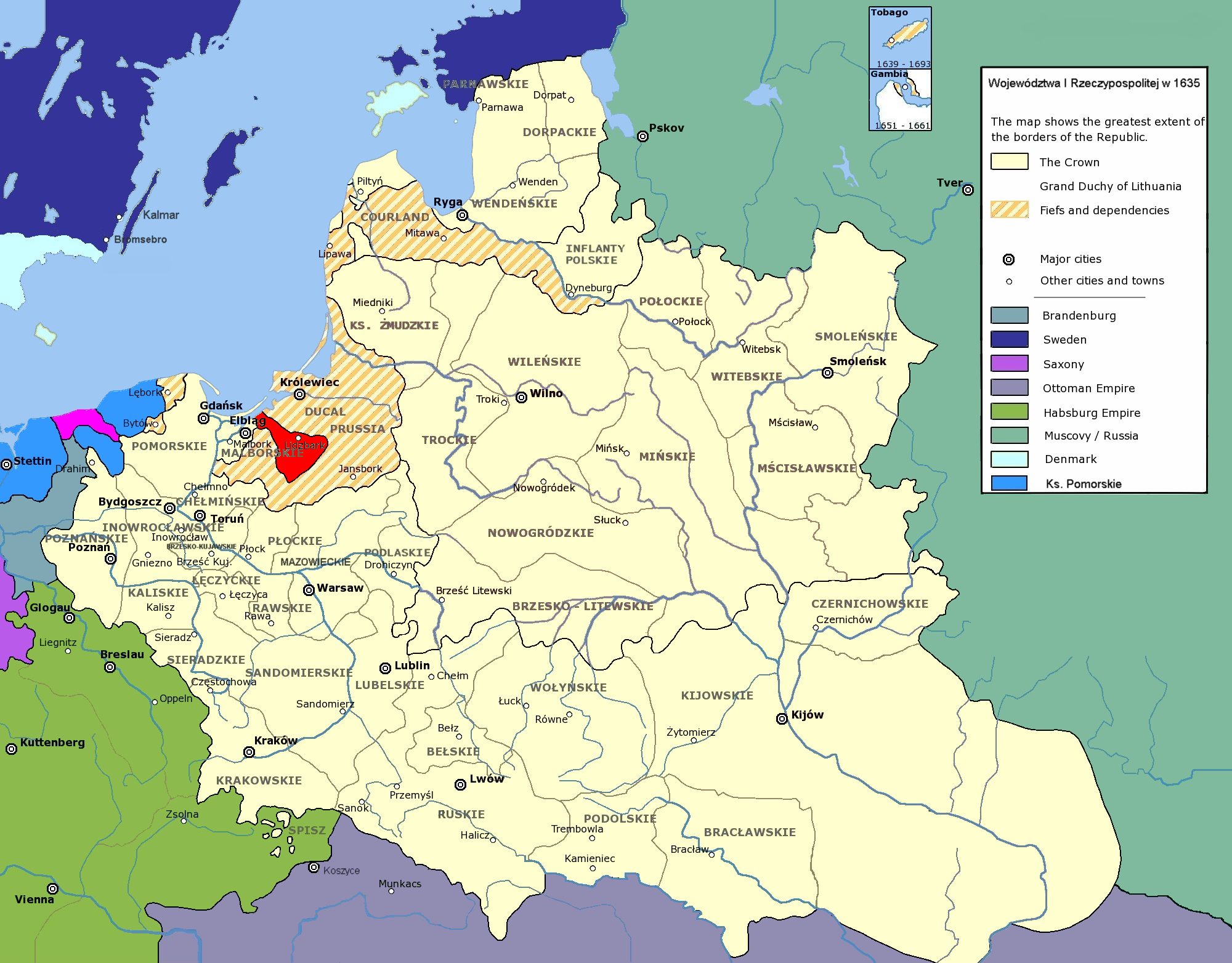
Das Fürstbistum (rot) innerhalb Polen-Litauens

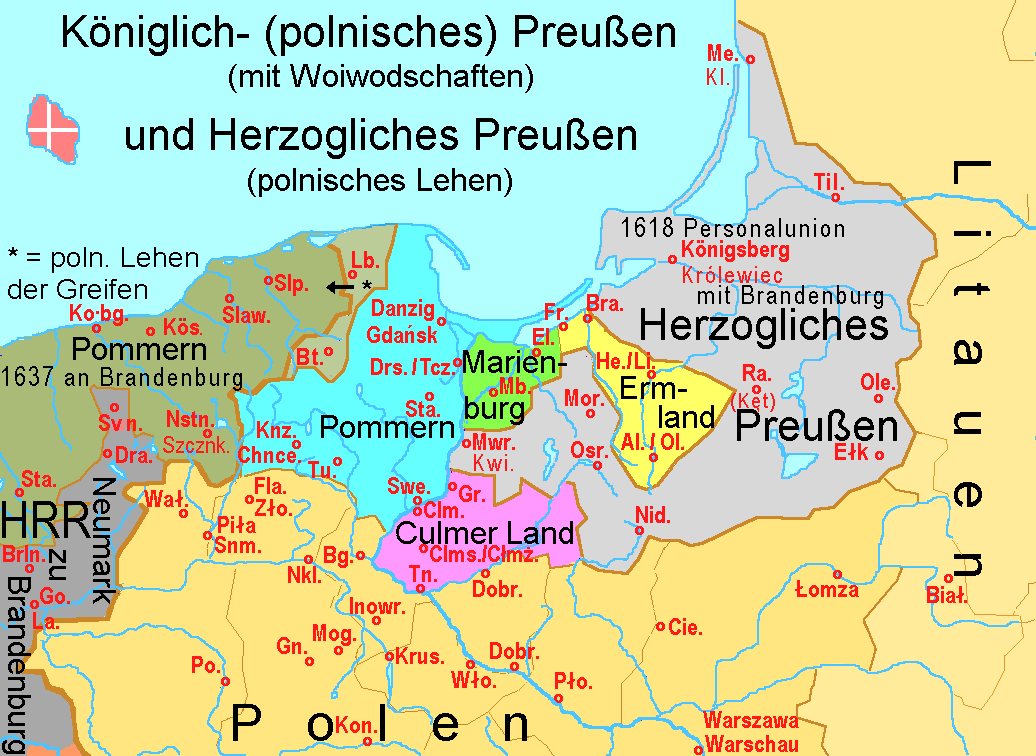
Königliches Preußen (eingeteilt in drei Wojewodschaften Pommern, Kulm, Marienburg und das Fürstbistum Ermland). Östlich davon das Herzogtum Preußen (politischer Stand des Jahres 1525)

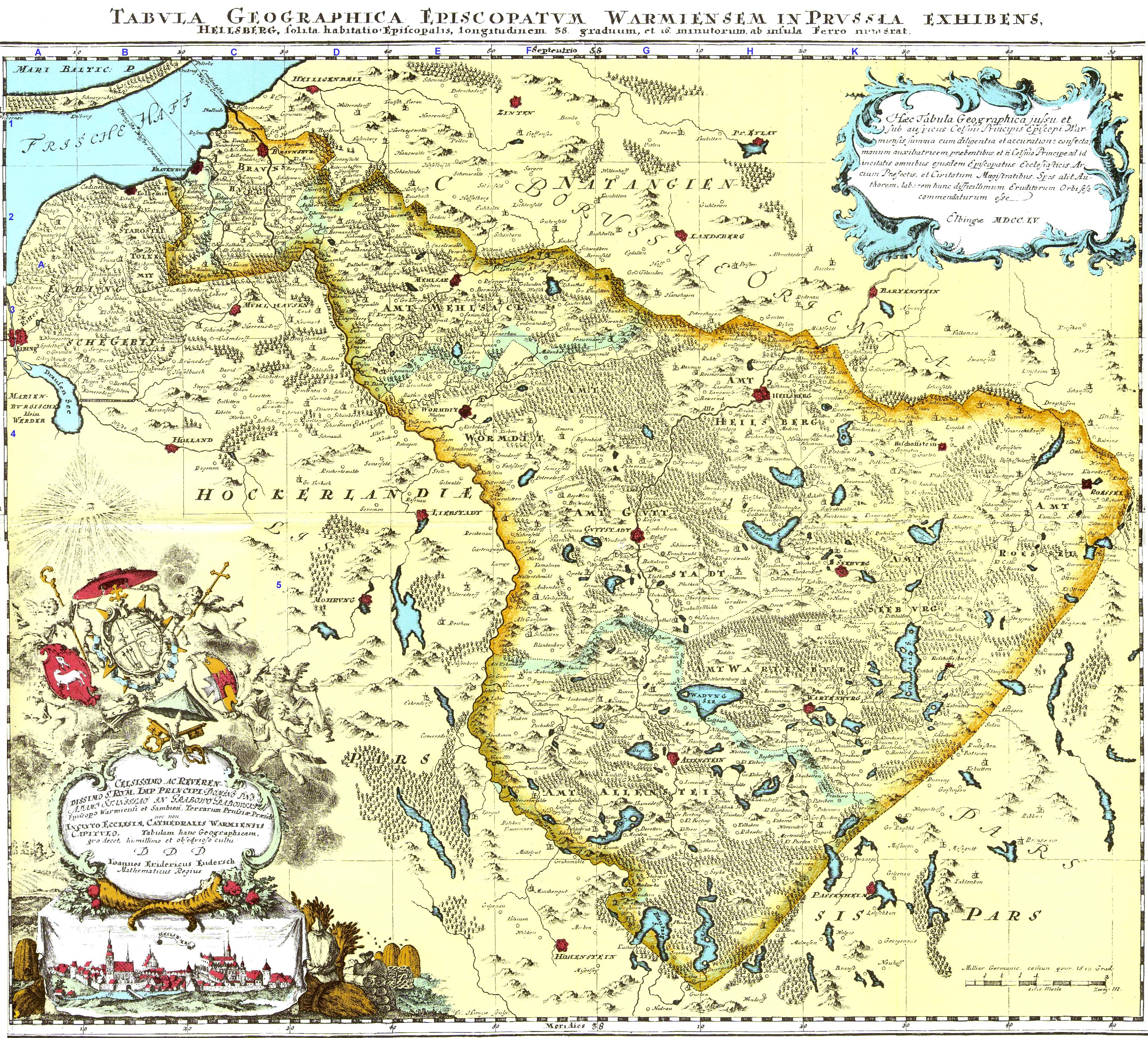
Johann Friedrich Endersch: von Fürstbischof Grabowski Sac. Rom. Imp. Varmiensis 1755 beauftragte Karte des Ermlandes

Nach dem Zweiten Frieden von Thorn kam  das Fürstbistum  an das autonome, mit dem König von Polen lediglich in Personalunion verbundene Preußen Königlichen Anteils. Als der polnische König Kasimir IV. Andreas daraus ein Recht auf die Bischofseinsetzung ableiten wollte, kam es zu einem Konflikt, der als „Preußischer Pfaffenkrieg 1467–1479“ bekannt ist. Gegner des polnischen Königs war der vom Domkapitel gewählte Nikolaus von Tüngen, der vom Deutschen Orden und von König Matthias Corvinus von Ungarn unterstützt wurde.
Im Ersten Vertrag von Petrikau 1479 akzeptierte der polnische König von Tüngen als Bischof, während dieser die polnische Schutzherrschaft bestätigen und das Domkapitel anweisen musste, nur vom König vorgeschlagene Kandidaten zu wählen. 1488 erklärte der Papst, dass dieses Bistum als ein von Rom aus gegründetes und ursprünglich dem Apostolischen Stuhle unmittelbar unterworfenes, jetzt unter den Deutschen Konkordaten stehend, als ein eximiertes zu betrachten sei. Als von Tüngen 1489 starb, wählte das Kapitel Lucas Watzenrode, der vom Papst Innozenz VIII. unterstützt wurde. Dieser Konflikt endete 1512 in einem Kompromiss: Ermland als Bistum wurde als exemtes Bistum direkt dem Papst unterstellt, die polnische Schutzherrschaft wurde aber nochmals bestätigt. Das Fürstbistum gestand dem König ein Vorschlagsrecht von vier zur Wahl stehenden Kandidaten zu, die allerdings aus Preußen stammen mussten.
Danach blieb das Verhältnis relativ stabil; die Bischöfe interpretierten ihre Stellung als Landesherren des Ermlandes aber weiterhin nach den Privilegien des Heiligen Römischen Reiches. Die Bischöfe waren Sacrum Romanum Imperi Principis von Varmiensis & Sambiensis und Oberpräsidenten des Conventus generalus Terrarum Prussiae, eine Art Ehrenvorrang innerhalb des Königlichen Preußen. Das Territorium des katholischen Fürstbistums war ab 1525 durch das protestantische Herzogtum Preußen umschlossen, das 1701 zum Königreich Preußen erhoben wurde. Das Fürstbistum Ermland war innerhalb des Preußen Königlichen Anteils rechtlich einer Wojewodschaft gleichgestellt.
In der Folgezeit bestanden politische Bestrebungen Polens, die Personalunion in eine Realunion umzuwandeln und Preußen Königlichen Anteils enger in den polnischen Lehns- und Reichsverband einzubinden. Anlässlich der Errichtung der Union von Lublin auf dem Lubliner Sejm inkorporierte König Sigismund II. August am 16. März 1569 Preußen Königlichen Anteils als „Provinz“ in das Königreich Polen. Die betroffenen preußischen Städte und Landadel des Gebiets konnten jedoch viele ihrer althergebrachten Autonomierechte bewahren (zum Beispiel durch ein politisches Vertretungsrecht im Sejm, das heißt: Stimme und Willen im polnischen Reichstag äußern zu dürfen).
Auch auf konfessionellen Gebiet hatte das Territorium insofern eine gewisse Sonderstellung, als es der einzige Teil des alten Preußen war, der letztlich katholisch blieb. Dies war nicht zuletzt auf den starken Druck der Jesuiten zurückzuführen, die unter Fürstbischof Stanislaus Hosius 1565 ins Land kamen.

## Auflösung
Im Rahmen der Ersten Polnischen Teilung und der damit einhergehenden Wiedervereinigung Preußens verzichtete Polen durch den Vertrag von Warschau vom 18. September 1773 auf das Fürstbistum Ermland zugunsten Preußens. Im Vertrag garantierte König Friedrich II. die freie katholische Religionsausübung, der kirchliche Landbesitz wurde säkularisiert und der Kriegskammer in Königsberg unterstellt. Noch 1821 wurde die Exemption wieder anerkannt und bestand bis zum 20. Jahrhundert.

### Digitalisiertes älteres Schrifttum
- Andreas Thiel: Wehrverfassung und Wehrverhältnisse des alten Ermland. Musterungs-Ordnung und Musterzettel desselben vom Jahre 1587. In: Zeitschrift für die Geschichte und Alterthumskunde Ermlands,  Jahrgang 1875 und 1876 (Band 6, Heft 1 und 2), S. 184–227 (Google Books).